# José Alfonso Ballesteros Fernández
José Alfonso Ballesteros Fernández (Fuentesaúco, provincia de Zamora, 1944) es un médico español y presidente de la Real Academia de Medicina de las Islas Baleares. Se licenció por la Universidad de Salamanca con premio extraordinario e hizo un posgrado en París becado por el Ministerio de Asuntos exteriores de España. Se especializó en medicina interna. También ha sido médico militar.
Aparte de su tesis Planificación hospitalaria en Mallorca para situaciones de catástrofe, ha realizado numerosas investigaciones, entre las cuales destaca la primera descripción que se hizo de la polineuropatia amiloidòtica, posteriormente identificada como dolencia de Andrade. Además fue importando la primera descripción de la causa de la parálisis del trabajador del calzado, mal que causaba epidemias a la zona del Raiguer.
En 1991 fue nombrado académico numerario de la Real Academia de Medicina y en 1993 ingresó en la New York Academy of Sciences.  En 2002 accedió a la presidencia de dicha real academia.  En el ejercicio del cargo, ha destacado por la búsqueda de patrocinio para los premios de la institución y por la conmemoración del 150 aniversario de la muerte del destacado científico menorquín Mateu Orfila, de quien también se encargó de restaurar el mausoleo en París. Dentro de la institución ha publicado tres facsímiles y promueve el trabajo monográfico sobre los orígenes isleños de Cristóbal Colón .  La República francesa le concedió la Orden de las Palmas Académicas y la Cruz al Mérito Militar.  En 2007 recibió el Premio Ramon Llull.
- Datos: Q11929034